# Longo (district)
Pour les articles homonymes, voir Longo.
Longo est l'un des districts de la sous-préfecture de Colia, situé dans la préfecture de Boffa en république de Guinée.

## Géographie

### Démographie
- En 2014, le district comptait 1 990 habitants selon les RGPH 2014[1].